# Julian Wruck
Julian Wruck (ur. 6 lipca 1991 w Brisbane) – australijski lekkoatleta specjalizujący się w rzucie dyskiem, olimpijczyk.
W 2008 zdobył złoto na igrzyskach Wspólnoty Narodów młodzieży w Pune. Brązowy medalista juniorskich mistrzostw świata z roku 2010. W tym samym roku zajął 8. miejsce na igrzyskach Wspólnoty Narodów. W 2012 startował na igrzyskach olimpijskich w Londynie, na których zajął 28. miejsce w eliminacjach i nie awansował do finału. Rok później został jedenastym zawodnikiem mistrzostw świata. Stawał na podium mistrzostw Australii oraz mistrzostw NCAA.
Rekord życiowy: 68,16 (2013) – rekord Australii i Oceanii młodzieżowców. Wruck jest także aktualnym rekordzistą kontynentu juniorów w rzucie dyskiem o wadze 1,75 kilogramów (62,56).

## Osiągnięcia
| Rok  | Impreza                              | Miejsce    | Lokata            | Wynik |
| ---- | ------------------------------------ | ---------- | ----------------- | ----- |
| 2008 | Igrzyska Wspólnoty Narodów młodzieży | Pune       | 1. miejsce        | 60,88 |
| 2010 | Mistrzostwa świata juniorów          | Moncton    | 3. miejsce        | 61,09 |
| 2010 | Igrzyska Wspólnoty Narodów           | Nowe Delhi | 8. miejsce        | 56,69 |
| 2012 | Igrzyska olimpijskie                 | Londyn     | el. – 28. miejsce | 60,08 |
| 2013 | Mistrzostwa świata                   | Moskwa     | 11. miejsce       | 62,40 |
| 2014 | Igrzyska Wspólnoty Narodów           | Glasgow    | 9. miejsce        | 58,37 |
| 2015 | Mistrzostwa świata                   | Pekin      | 12. miejsce       | 60,01 |